# K2-72
K2-72, EPIC 206209135 — одиночная звезда в созвездии Водолея на расстоянии приблизительно 217 световых лет (около 66,5 парсек) от Солнца. Видимая звёздная величина звезды — +15,31m.
Вокруг звезды обращается, как минимум, четыре планеты.

## Характеристики
K2-72 — красный карлик спектрального класса M2V. Масса — около 0,271 солнечной, радиус — около 0,331 солнечного, светимость — около 0,0134 солнечной. Эффективная температура — около 4104 К.

## Планетная система
В 2016 году командой астрономов, работающих с фотометрическими данными в рамках проекта Kepler K2, было объявлено об открытии четырёх планет: K2-72 b, K2-72 c, K2-72 d и K2-72 e.